# Croton watsonii
Espèce
Classification APG III (2009)
Croton watsonii est une espèce de plantes à fleurs du genre Croton et de la famille des Euphorbiaceae, présente dans le nord-est et le sud-ouest du Mexique.

## Synonyme
- Croton elaeagnoides S.Watson